# Kendall Wilson
Kendall Wilson Harris (Limón, 24 de julio de 1977) es un exfutbolista profesional costarricense. Jugó como delantero en varios equipos de la Primera División de Costa Rica.
Es hermano del también futbolista y trágicamente fallecido Whayne Wilson (1975-2005).

## Trayectoria
Kendall Wilson inició su carrera deportiva en el equipo de su ciudad natal, la Asociación Deportiva Limonense (hoy Limón FC) en 1995.
En el año 2000, pasó a formar parte del Santos de Guápiles, y luego a la hoy descendida Asociación Deportiva Santa Bárbara para el torneo del 2002.
En la temperada de 2003-2004 fue parte del Municipal Liberia, y entre 2004 a 2005, integró la Asociación Deportiva Ramonense (equipo en el que participó junto a su hermano mayor Whayne Wilson), para luego tener un breve y poco afortunado paso por el Club Sport Cartaginés en 2006. Entre el 2007 al 2010 integró la Asociación Deportiva Carmelita.
Posteriormente, regresó una vez más a Limón FC donde concluyó su carrera deportiva en 2013.

## Clubes
| Club                           | País       | Año       |
| ------------------------------ | ---------- | --------- |
| Asociación Deportiva Limonense | Costa Rica | 1995-1999 |
| Santos de Guápiles             | Costa Rica | 2000-2001 |
| AD Barbareña                   | Costa Rica | 2002      |
| Municipal Liberia              | Costa Rica | 2003-2004 |
| Asociación Deportiva Ramonense | Costa Rica | 2004-2005 |
| Club Sport Cartaginés          | Costa Rica | 2006      |
| Asociación Deportiva Carmelita | Costa Rica | 2007-2010 |
| Limón FC                       | Costa Rica | 2010-2013 |